# 인찬옥
인찬옥(印璨玉, ? ~ 1907년 10월)은 조선과 대한제국(大韓帝國)의 유생(儒生)이며 의병장(義兵將)이다. 본관은 교동이다.

## 생애
강원도 춘천에서 출생하였고 지난날 한때 강원도 인제에서 잠시 유년기를 보낸 적이 있는 인찬옥(印璨玉)은 강원도 춘천군(春川郡) 사내면(史內面)의 유생(儒生)이었다.
1907년 7월 경성중서교동(京城中署校洞) 이용규(李容圭)의 사자 김제현(金齊鉉)이란 자가 동지(同地)에 와서 학교 뜰 앞에서 부근의 장년을 소집하여 시국에 관한 연설을 하고 결사대를 조직하여 군사를 일으킬 격문을 발하기에 이르자 인찬옥(印璨玉)은 동지 사외면(史外面)의 면장 유생 황기운(黃基雲)·동 한중삼(韓重三)·동 학교 교사 이인환(李寅桓) 등과 모의, 스스로 결사대의 총대장이 되고, 이용규(李容圭)·김제현(金齊鉉)과 상응하여 각지에 격문을 배부하고 의병을 모집하였으나, 당시 춘천 고문(顧問)지부 보조원에게 탐지되어 피체되었다. 그 후 1907년 10월 경성으로 호송되는 도중에 탈출하려다가 피살 순국하였다.
대한민국 정부에서는 고인의 공훈을 기리어 1991년에 건국훈장 애국장을 추서하였다.

## 참고 문헌
- 국가보훈처 독립유공자 공훈록
- 독립운동사자료집 (의병항쟁자료집) 강원도편